# Rhinolophus nereis
Rhinolophus nereis är en fladdermusart som beskrevs av K. Andersen 1905. Rhinolophus nereis ingår i släktet Rhinolophus och familjen hästskonäsor. IUCN kategoriserar arten globalt som otillräckligt studerad. Inga underarter finns listade i Catalogue of Life.
Denna fladdermus är bara känd från ön Pulau Siantan som tillhör Anambasöarna i Indonesien. Informationer angående artens levnadssätt saknas.